# Биллунн
Биллунн (дат. Billund) — второй по величине город в коммуне Биллунн, находится в южной Ютландии, Дания. В Биллунне живут  6194 жителей (2014). Биллунн находится в 13 километрах от Гриннстеда, 56 км от Эсбьерга и 27 км от столицы региона Вайле.
Город значительно вырос в 1960-х гг. из-за открытия производства LEGO Group. LEGO также построила в этот период аэропорт Биллунна, а в 1968 году — детский тематический развлекательный парк «Леголанд» (дат. Legoland), полностью построенный из конструктора LEGO.
В центре города расположен Биллунн-центр, открытый в 1973 году, в котором находятся церковь, библиотека, выставочный зал, театр, рестораны. В городе также находится ипподром, открытый в 1971 году.

## История
Название «Биллунн» происходит от словосложения bi «пчела» и lund «роща».
В 1291 году построена городская церковь Грене в романском стиле, поначалу город носил то же имя. Название Биллунн в нынешней форме первый раз встречается в 1510 году. Во время отмены крепостного права Дании в 1788 насчитывало 8 ферм. В 1880 была построена первая мельница недалеко от дороги между Вайле (Vejle) и Варде (Varde). В 1888 построили молочный завод и, двумя годами позже, школу Крога (krogs skole). В 1895 году мельница сгорела до основания, и поэтому на её месте была построена в 1897 году новая, в голландском стиле. В том же году была открыта железная дорога от Вайле до соседнего города Вандел (Vandel), а затем продлена до Гриннстеда (Grindsted) в 1914 году. На молочном заводе создана телефонная станция в 1902 году, дом для собраний был построен в 1904 году, и дом арендатора мельницы был построен в 1910 году. В 1914 году основал и первый дом миссии Биллунна и здание станции в городе.
В 1916 году Оле Кирк Кристиансен, впоследствии основатель LEGO, купил столярный цех и лесной склад Биллунна (основан в 1895 году). Кирк Кристиансен начал работать плотником. Он начал строительство в регионе, в том числе новый молочный завод в Биллунне и ещё один в Раннбёле (дат. Randbøl), а также церковь в Скёллберг (дат. Skjoldberg) в нескольких километрах к югу от города. Из-за кризиса 1930-х годов Кирку Кристиансену нужно было найти другой источник доходов. Затем он начал крупномасштабное производство таких продуктов, как гладильные доски, лестницы и миниатюрные игрушки. Игрушки вначале создавались из остающихся деревянных кусков прочей продукции, но в 1932 году Оле Кирк начал их полноценное производство игрушек. В 1934 году завод получил название LEGO.
В конце 1930-х годах были построены водопроводная станция и спортзал, а местная электростанция была закрыта. Во время второй мировой войны старый завод LEGO сгорел в 1942 году, после чего был восстановлен заново. В 1945 году в Биллунне построили топливный завод и проложили железнодорожную дорогу от Гриннстеда до завода LEGO в следующем году.
В 1950-х годах Биллунн пережил упадок, среди прочего из-за закрытия железнодорожной дороги между Гриннстед и Вейле. В то же время было создано жилищно-строительное кооперативное общество Биллунна, и оно построило жилые дома и дом престарелых. В 1959 году фирма LEGO подарила муниципалитету 8,25 га парка к северу от города с детской площадкой, открытой сценой, горкой для катания и озером.
В 1960 склад изделий из дерева LEGO сгорел. Затем компания полностью отказалась от производства изделий из дерева и перешла на пластиковые игрушки и кирпичики LEGO. В 1962 году был открыт аэропорт, сначала в качестве частного аэропорта фирмы LEGO, а спустя два года он был национализирован. Из-за аэропорта, фабрик LEGO и открытия Legoland в 1968 году Биллунн пережил подъём.
В 2009 году в городе был открыт парк отдыха с водными аттракционами Lalandia.

## Города-побратимы
Города-побратимы Биллунна:
- Хоэнвештедт
- Мюнхеберг